# Hugh Dowding

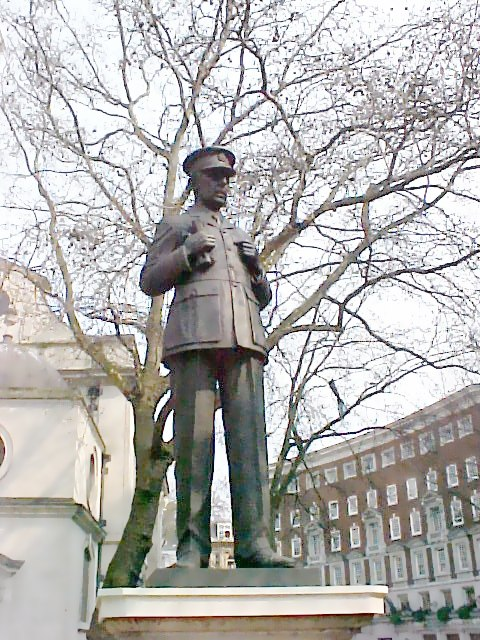
Pomnik Hugh Dowdinga w Londynie

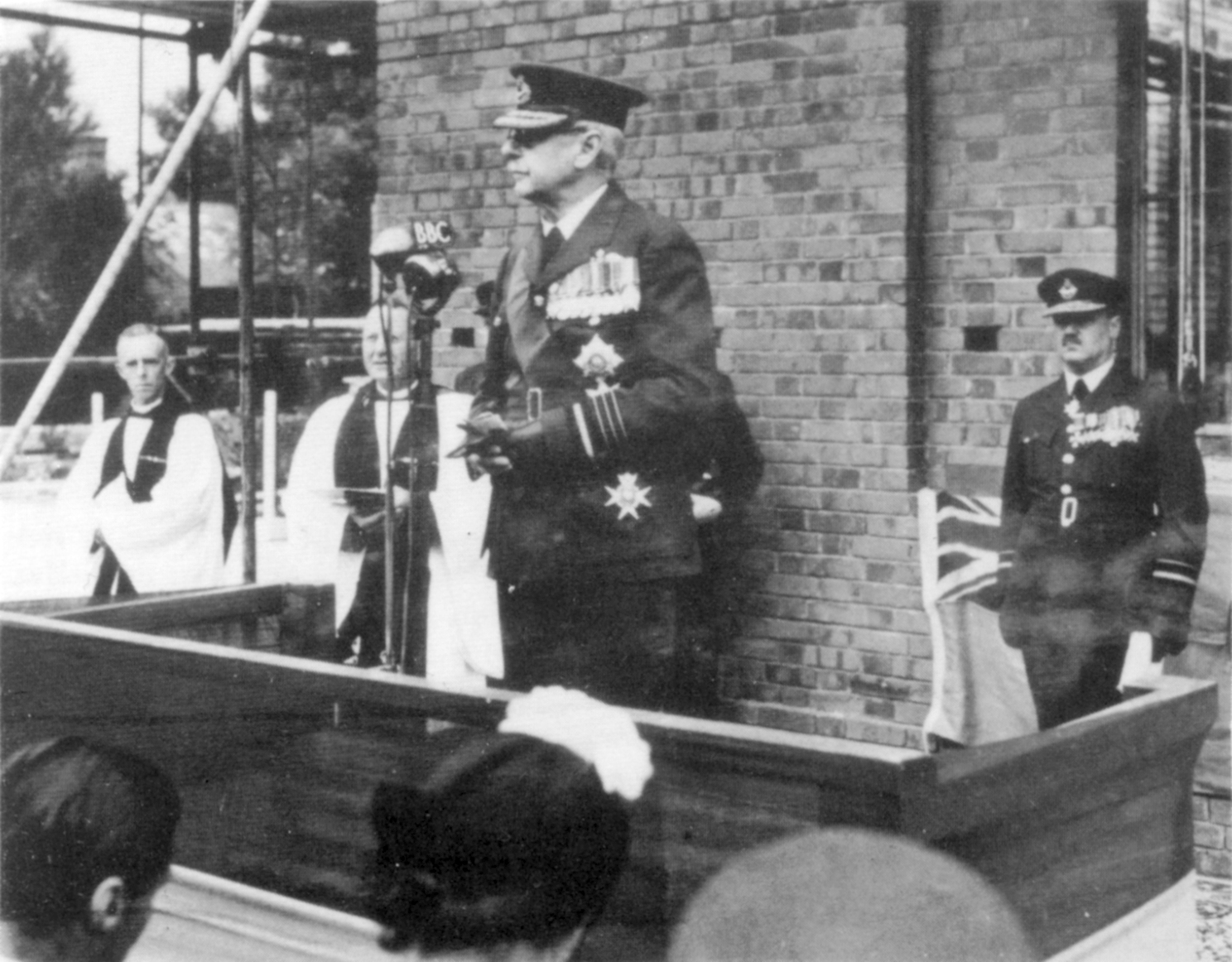
Hugh Dowding w czasie przemówienia w Biggin Hill

Hugh Dowding, ps. Stuffy (ur. 24 kwietnia 1882 w Moffat, zm. 15 lutego 1970 w Royal Tunbridge Wells) – brytyjski oficer Royal Air Force, naczelny dowódca lotnictwa myśliwskiego (RAF Fighter Command) w czasie bitwy o Anglię.

## Dzieciństwo
Hugh Dowding urodził się w Moffat, w Szkocji. Ukończył Winchester College, a następnie wstąpił do Królewskiej Akademii Wojskowej w Woolwich. Otrzymał przydział do artylerii.

## Kariera wojskowa
Hugh jako artylerzysta został skierowany do Gibraltaru. Później służył na Cejlonie, w Hongkongu i Indiach. Po powrocie do Wielkiej Brytanii rozpoczął szkolenie na pilota. Licencję otrzymał w 1913 i wstąpił niedługi czas potem do Royal Flying Corps.
Walczył w I wojnie światowej. Został wysłany do Francji i w 1915 awansował na dowódcę 16 Dywizjonu. W bitwie nad Sommą został ranny, a dowództwo wycofało go do kraju. Tam otrzymał stopień generała brygady.
Po zakończeniu wojny Dowding wstąpił do niedawno utworzonej Royal Air Force. Pracował w departamentach szkolenia i zaopatrzenia. w 1929 awansował na wicemarszałka. W 1930 jego żona zmarła dwa lata po ślubie, wydając na świat jego jedynego syna, Dereka. Hugh dotknięty tragedią życiową wycofał się z życia towarzyskiego i całkowicie oddał się pracy.
W roku 1933 Hugh Dowding dostał awans na stopień Air Marshall. W następnym roku otrzymał tytuł lorda. Dał początek tzw. systemowi Dowdinga – zintegrowanemu systemowi obrony powietrznej opierającym się na radarze i radiowym systemie kontroli samolotów. Wprowadził też do użytku kilka nowoczesnych maszyn, takich jak Hawker Hurricane i Supermarine Spitfire. W 1937 r. został awansowany na stopień Air Chief Marshall.
Chciał odejść na emeryturę w 1939, ale poproszono go o pozostanie w służbie do marca 1940 roku ze względu na narastające zagrożenie wojną. Gdy 1 września rozpoczęła się II wojna światowa, dowództwo ceniąc jego umiejętności, kazało mu pozostać w służbie aż do końca konfliktu.

## II wojna światowa
Hugh Dowding został wraz ze swym bezpośrednim przełożonym, Cyrilem Newallem, wysłany do Francji, z zadaniem wsparcia sojusznika walczącego z niemiecką agresją. Winston Churchill wielokrotnie próbował zatrzymać Hugh w Wielkiej Brytanii dla wzmocnienia bezpośredniej obrony kraju, jednak decyzja była już podjęta.
Pomimo starań Dowdinga Niemcy zajęli prawie całą Francję. Wobec tej sytuacji zorganizował odwrót na plaże Dunkierki i ostateczną ewakuację.
Latem 1940 rozpoczęła się Bitwa o Anglię, a Hugh Dowding został naczelnym dowódcą lotnictwa myśliwskiego RAF (RAF Fighter Command). Oficerem Sztabu był Keith Park – również pilot myśliwski z I wojny światowej. Hugh od początku zaczął zdobywać coraz większe uznanie żołnierzy. Docenił rolę radaru (system Dowdinga), dobrze wybierał liczbę i czas startu samolotów do danego starcia. Często pisał listy do lotników zwracając się do nich delikatnymi określeniami, takimi jak pisklęta. Jednym z lotników walczących w południowej Anglii był jego syn, Derek, przynależący do dywizjonu 74.
Dowding był twardy w swych poczynaniach i bardzo rygorystyczny, a także nie umiał przeciwdziałać nocnym nalotom, co było poczytane jako jego największa wada. Ponieważ był już w podeszłym wieku, w listopadzie 1940 roku jego stanowisko objął Sholto Douglas.
Niedługo potem Hugh został wysłany do Stanów Zjednoczonych z misją przekonywania Ministerstwa Lotnictwa do dalszej pomocy dla lotnictwa brytyjskiego.
W lipcu 1942 roku Dowding przeszedł na emeryturę.

## Emerytura
Po przejściu na emeryturę Hugh Dowding zajął się pisarstwem. Pierwsza jego książka pt. Many Mansions została wydana w 1943 roku, następna zaś, The Dark Star and God’s Magic, w 1945. W obu z nich Hugh wyrażał swoje poglądy religijne. Wierzył w Boga, ale nie wyznawał większości prawd wiary religii chrześcijańskiej. Wierzył za to reinkarnację, mówił, że w poprzednim życiu był przywódcą plemienia Mongołów.
Pod koniec życia Dowding mówił coraz głośniej, że RAF traktował go niesprawiedliwie, a ze stanowiska głównodowodzącego został strącony przez spisek, jaki na niego zawiązano. Zgłosił nawet zażalenie, które jednak odrzucono.

## Śmierć
Hugh Dowding cierpiał na reumatyzm i wielokrotnie korzystał z wózka inwalidzkiego. Zmarł śmiercią naturalną w swoim domu w Tunbridge Wells. Miał 87 lat. Jego ciało zostało skremowane, a prochy złożone w kaplicy przy Muzeum Bitwy o Anglię w Abbey Royal Air Force.

## Informacje dodatkowe
- W młodości Hugh był zapalonym narciarzem, zwyciężył Pierwsze Krajowe Mistrzostwa w Slalomie. On i jego żona byli wegetarianami.
- W filmie Czas mroku w postać Hugh Dowdinga wcielił się Adrian Rawlins.

## Odznaczenia
- Order Łaźni I Klasy
- Królewski Order Wiktorii I Klasy
- Order św. Michała i św. Jerzego III Klasy